# Perrigny-sur-l'Ognon
Perrigny-sur-l'Ognon è un comune francese di 664 abitanti situato nel dipartimento della Côte-d'Or nella regione della Borgogna-Franca Contea.

## Società

### Evoluzione demografica
Abitanti censiti